# Harry Potter and the Goblet of Fire (jogo eletrônico)
Harry Potter and the Goblet of Fire: The Videogame é um jogo eletrônico de ação e aventura lançado pela Electronic Arts em 2005. O jogo é baseado no filme homônimo, dirigido por Mike Newell, que por sua vez se baseou no livro, escrito pela britânica J. K. Rowling.